# Садок (первосвященник)
Садок (ивр. צדוק‎, Цадок) — библейский персонаж, иудейский первосвященник.
При царе Сауле, будучи ещё священником, подвергся гонению за свою приверженность к Давиду. С воцарением Давида сделался близким к царю, которому деятельно помогал в устроении религиозных дел. При царе Соломоне стал первосвященником и род его долго сохранял за собою это достоинство.
Согласно родословию в 1Пар. 6:8, отец Садока — первосвященник Ахитув, его сыном был Ахимаас.